# Offensive Records
Offensive Records est un label de techno hardcore néerlandais, sous-label de Rige Entertainment.

## Histoire
Offensive Records est fondé comme sous-label de Rige Entertainment par Paul Elstak en 2001. Le premier vinyle publié sur Offensive Records, catalogué OFF 001, s'intitule Rage. Le morceau-titre est inclus dans plusieurs mixsets lors d'événements de cette période. Au fil des années qui suivent, Elstak rencontre le succès grâce à son label.
En 2002, Paul Elstak (sous le nom de DJ Paul) s'allie avec le groupe italien The Stunned Guys et MC Ruffian pour composer le titre à succès Bombing Eardrumz. Depuis, il a permis aux DJs Mainframe et The Infamous de sortir leur vinyle en 2003. Les dernières sorties en date sous ce label est Angels Deserve to Die et Trashing My Scene, titres créés par les petits nouveaux Beatstream et Radiate, en septembre 2009. Les titres sortants sous ce label sont similaires à ceux de Paul Elstak : des basses distordues, un rythme spécifique rappelant l'armée, notamment sur One Day (We Kill'em All), Furious Anger et This Is Our Territory.
À la fin des années 2010, Paul Elstak fonde un autre label nommé Offensive Rage, consacré à l'uptempo.